# Vele Srakane
Vele Srakane [sraˈkanɛ] (italienisch Canidole Grande; deutsch Groß Kanidol) ist eine kleine Insel von Kroatien in der Gespanschaft Primorje-Gorski kotar. Die Insel liegt 2 km südöstlich von Unije in der Kvarner-Bucht der Adria. Vele Srakane grenzt südöstlich an die kleinere Insel Male Srakane, voneinander getrennt durch einen schmalen, etwa 70 m breiten Meereskanal.

## Geographie
Die schmale und längliche etwa 3 km große Insel ist von sanft hügeligem Charakter geprägt, die Fläche beträgt 1,15 km². Die Insel besteht aus Kalkstein, überwiegend Eozän, teilweise überlagert von sandigem Lehm („Sansego-Sand“) an der Westküste und im gesamten Südwestzipfel (Punta Sapič). Ein schmaler Streifen kreidezeitlichen Kalksteins und hier abschnittsweise unterbrochen, tritt an der Ostküste zutage. Die Insel weist trotz ihrer geringen Ausdehnung je nach Untergrund (Kalk oder Lehm) und der exponierten Lage sehr unterschiedlichen Bewuchs auf (Macchia, Schilfrohr oder offenes Grasland). Die höchste Erhebung ist mit 59 oder anderen Angaben 60 Metern der Berg Vela straža, auf dem sich eine urgeschichtliche Festung befindet.

## Siedlungsgeschichte und Kultur
Auf Vele Srakane gibt es eine kleine Siedlung an der Südwestküste, die den gleichen Namen wie die Insel trägt. Die Spuren der Siedlung reichen bis in die Frühgeschichte zurück. 2011 hatte die Insel lediglich 3 Einwohner, die auch nur im Sommer auf der Insel leben und den Winter auf dem Festland verbringen.
Im Südosten gibt es eine Anlegestelle für größere Boote und somit eine Anbindung mit Fähren aus Mali Lošinj. Die Einwohner der Insel leben in erster Linie von der Fischerei und der Landwirtschaft für den Eigenbedarf.